# Try to Shut Me Up Tour
Try to Shut Me Up Tour fue la primera gira mundial de Avril Lavigne, que tuvo lugar en 2003. 
En esta gira interpretó las canciones de su primer álbum Let Go, y su nunca-lanzado canciones y abarca diferentes, como "Knockin On Heaven's Door" de Bob Dylan o "Basket Case" de la banda Green Day. Hizo un DVD de la gira llamada "My World".

## Actos de Apertura
- Our Lady Peace (Europa)[1]
- Autopilot Off (Norteamérica)
- Gob (Norteamérica) y (Oceanía)[2]
- Simple Plan (Norteamérica)[3]
- Swollen Members (Norteamérica)[4]
- Wakefield (Norteamérica)

## Repertorio
| Lista de canciones |
| --- |
| - "Sk8er Boi" - "Nobody's Fool" - "Mobile" - "Anything But Ordinary" - "Losing Grip" - "Naked" - "Too Much to Ask" - "I Don't Give" - "Basket Case" - "My World" - "I'm With You" - "Complicated" - "Unwanted" - "Tomorrow" - "Knockin' on Heaven's Door" - "Things I'll Never Say" |

## Fechas de la gira
| Fecha                   | Ciudad               | País           | Recinto                               | Asistencia              | Recaudación |
| ----------------------- | -------------------- | -------------- | ------------------------------------- | ----------------------- | ----------- |
| América del norte       |                      |                |                                       |                         |             |
| 5 de diciembre de 2002  | Buffalo              | Estados Unidos | HSBC Arena                            | —                       | —           |
| 6 de diciembre de 2002  | Austin               | Estados Unidos | Music Hill Amphitheater               | —                       | —           |
| 7 de diciembre de 2002  | Baltimore            | Estados Unidos | Bohager's Nightclub                   | —                       | —           |
| 12 de diciembre de 2002 | Ciudad de Nueva York | Estados Unidos | Madison Square Garden                 | —                       | —           |
| 14 de diciembre de 2002 | Atlanta              | Estados Unidos | The Tabernacle                        | —                       | —           |
| 15 de diciembre de 2002 | Miami                | Estados Unidos | American Airlines Arena               | —                       | —           |
| 17 de diciembre de 2002 | Denver               | Estados Unidos | Pepsi Center                          | —                       | —           |
| 19 de diciembre de 2002 | Anaheim              | Estados Unidos | Arrowhead Pond of Anaheim             | —                       | —           |
| 20 de diciembre de 2002 | Modesto              | Estados Unidos | State Theatre                         | —                       | —           |
| 21 de diciembre de 2002 | Tacoma               | Estados Unidos | Tacoma Dome                           | —                       | —           |
| 6 de enero de 2003      | Hartford             | Estados Unidos | Connecticut Expo Center               | 6,058 / 6,058           | $78,523     |
| 12 de enero de 2003     | Washington D. C.     | Estados Unidos | Nation                                | —                       | —           |
| 14 de enero de 2003     | Columbus             | Estados Unidos | Veterans Memorial Auditorium          | —                       | —           |
| 15 de enero de 2003     | Kansas City          | Estados Unidos | Kansas City Memorial Hall             | —                       | —           |
| Asia                    |                      |                |                                       |                         |             |
| 23 de enero de 2003     | Núcleo del centro    | Singapur       | Suntec Singapore Theatre              | —                       | —           |
| 27 de enero de 2003     | Seúl                 | Corea del Sur  | Millennium Hall                       | —                       | —           |
| Europa                  |                      |                |                                       |                         |             |
| 3 de marzo de 2003      | Copenhague           | Dinamarca      | Vega Musikkens Hus                    | —                       | —           |
| 4 de marzo de 2003      | Oslo                 | Noruega        | Rockefeller Music Hall                | —                       | —           |
| 6 de marzo de 2003      | Estocolmo            | Suecia         | Annexet                               | —                       | —           |
| 8 de marzo de 2003      | Bruselas             | Bélgica        | Ancienne Belgique                     | —                       | —           |
| 9 de marzo de 2003      | Berlín               | Alemania       | Columbiahalle                         | —                       | —           |
| 10 de marzo de 2003     | Colonia              | Alemania       | Palladium Köln                        | —                       | —           |
| 12 de marzo de 2003     | Munich               | Alemania       | Zénith                                | —                       | —           |
| 13 de marzo de 2003     | Milán                | Italia         | Discoteca Alcatraz Milano             | —                       | —           |
| 14 de marzo de 2003     | Zúrich               | Suiza          | Volkshaus                             | —                       | —           |
| 16 de marzo de 2003     | Hamburgo             | Alemania       | Congress Center Hamburg               | —                       | —           |
| 17 de marzo de 2003     | Ámsterdam            | Países Bajos   | Heineken Music Hall                   | —                       | —           |
| 18 de marzo de 2003     | París                | Francia        | Zénith de Paris                       | —                       | —           |
| 20 de marzo de 2003     | Birmingham           | Reino Unido    | Birmingham Academy                    | —                       | —           |
| 21 de marzo de 2003     | Manchester           | Reino Unido    | Manchester Apollo                     | —                       | —           |
| 22 de marzo de 2003     | Glasgow              | Reino Unido    | Barrowland Ballroom                   | —                       | —           |
| 24 de marzo de 2003     | Dublín               | Irlanda        | Point Theatre                         | —                       | —           |
| 25 de marzo de 2003     | Londres              | Reino Unido    | Brixton Academy                       | —                       | —           |
| 26 de marzo de 2003     | Londres              | Reino Unido    | Brixton Academy                       | —                       | —           |
| 27 de marzo de 2003     | Londres              | Reino Unido    | Brixton Academy                       | —                       | —           |
| América del norte       |                      |                |                                       |                         |             |
| 9 de abril de 2003      | Toronto              | Canadá         | Air Canada Centre                     | —                       | —           |
| 10 de abril de 2003     | Ottawa               | Canadá         | Corel Centre                          | —                       | —           |
| 11 de abril de 2003     | Montreal             | Canadá         | Bell Centre                           | —                       | —           |
| 13 de abril de 2003     | London               | Canadá         | John Labatt Centre                    | 9,157 / 9,157           | $221,673    |
| 15 de abril de 2003     | Cleveland            | Estados Unidos | CSU Convocation Center                | 9,954 / 9,954           | $241,545    |
| 16 de abril de 2003     | Pittsburgh           | Estados Unidos | Petersen Events Center                | —                       | —           |
| 17 de abril de 2003     | Indianápolis         | Estados Unidos | Conseco Fieldhouse                    | 9,193 / 12,852          | $255,942    |
| 19 de abril de 2003     | Chicago              | Estados Unidos | UIC Pavilion                          | 8,853 / 8,853           | $249,090    |
| 20 de abril de 2003     | Saint Paul           | Estados Unidos | Xcel Energy Center                    | —                       | —           |
| 21 de abril de 2003     | Winnipeg             | Canadá         | Winnipeg Arena                        | 11,511 / 11,511         | $272,141    |
| 23 de abril de 2003     | Calgary              | Canadá         | Pengrowth Saddledome                  | 13,723 / 13,723         | $324,665    |
| 24 de abril de 2003     | Edmonton             | Canadá         | Skyreach Centre                       | 13,471 / 13,471         | $319,270    |
| 26 de abril de 2003     | Vancouver            | Canadá         | General Motors Place                  | 14,872 / 14,872         | $347,267    |
| 27 de abril de 2003     | Portland             | Estados Unidos | Veterans Memorial Coliseum            | —                       | —           |
| 28 de abril de 2003     | Tacoma               | Estados Unidos | Tacoma Dome                           | 15,295 / 15,295         | $305,025    |
| 30 de abril de 2003     | San José             | Estados Unidos | HP Pavilion at San Jose               | 13,380 / 13,380         | $399,205    |
| 1 de mayo de 2003       | Long Beach           | Estados Unidos | Long Beach Arena                      | 12,713 / 12,713         | $412,818    |
| 2 de mayo de 2003       | Phoenix              | Estados Unidos | Arizona Veterans Memorial Coliseum    | —                       | —           |
| 4 de mayo de 2003       | Dallas               | Estados Unidos | Fair Park Coliseum                    | —                       | —           |
| 5 de mayo de 2003       | San Antonio          | Estados Unidos | Freeman Coliseum                      | —                       | —           |
| 6 de mayo de 2003       | Houston              | Estados Unidos | Reliant Arena                         | —                       | —           |
| 8 de mayo de 2003       | Duluth               | Estados Unidos | Gwinnett Civic Center Arena           | 10,306 / 10,306         | $294,580    |
| 9 de mayo de 2003       | San Luis             | Estados Unidos | Savvis Center                         | 13,192 / 14,761         | $352,443    |
| 10 de mayo de 2003      | Auburn Hills         | Estados Unidos | The Palace of Auburn Hills            | 15,781 / 15,781         | $419,290    |
| 12 de mayo de 2003      | Fairfax              | Estados Unidos | Patriot Center                        | —                       | —           |
| 13 de mayo de 2003      | Uniondale            | Estados Unidos | Nassau Coliseum                       | 14,327 / 14,327         | $388,298    |
| 15 de mayo de 2003      | Lowell               | Estados Unidos | Tsongas Arena                         | 15,024 / 15,024         | $507,944    |
| 16 de mayo de 2003      | Lowell               | Estados Unidos | Tsongas Arena                         | 15,024 / 15,024         | $507,944    |
| 17 de mayo de 2003      | Filadelfia           | Estados Unidos | First Union Spectrum                  | 13,657 / 13,657         | $382,219    |
| 18 de mayo de 2003      | Buffalo              | Estados Unidos | HSBC Arena                            | 11,000 / 11,000         | $234,810    |
| Asia                    |                      |                |                                       |                         |             |
| 27 de mayo de 2003      | Osaka                | Japón          | Zepp Osaka                            | —                       | —           |
| 29 de mayo de 2003      | Tokio                | Japón          | Nippon Budokan                        | —                       | —           |
| Oceanía                 |                      |                |                                       |                         |             |
| 1 de junio de 2003      | Melbourne            | Australia      | Rod Laver Arena                       | —                       | —           |
| 2 de junio de 2003      | Sídney               | Australia      | Centro de Entretenimiento de Sídney   | —                       | —           |
| 3 de junio de 2003      | Sídney               | Australia      | Centro de Entretenimiento de Sídney   | —                       | —           |
| 4 de junio de 2003      | Brisbane             | Australia      | Centro de Entretenimiento de Brisbane | —                       | —           |
| Total                   | Total                | Total          | Total                                 | 231,467 / 236,695 (98%) | $6,006,748  |